# Robert Oliver (Radsportler)
Robert Gordon Oliver (* 3. Januar 1950 in Wellington City) ist ein ehemaliger neuseeländischer Radrennfahrer.

## Sportliche Laufbahn
Oliver war im Straßenradsport aktiv. Er war Teilnehmer der Olympischen Sommerspiele 1972 in München. Beim Sieg von Hennie Kuiper im olympischen Straßenrennen schied er aus. 
1973 gewann er eine Etappe der Dulux-Tour.